# 楊榮美
楊榮美（罗马拼音：？，1954年10月19日—），印尼语名：，印尼前男子羽毛球運動員。

## 生涯
楊榮美專攻男子雙打，他與同胞陳金德的組合為1980年至1985年世界頂尖團隊之一。他們堀起在雅加達舉行的1980年世界羽毛球錦標賽，一路打到決賽後，輸給經驗老到的印尼隊友張鑫源與紀明發而獲得銀牌。在1981年全英公開賽，他們在半決賽報了一箭之仇，然後在決賽又擊敗了另一組印尼老將梁春生與洪耀龍而奪得冠軍。三年後，他們再度贏得全英公開賽（1984）。此外，他們也贏得兩次印尼公開賽（1982, 1983）。
在重要的湯姆斯盃男子團體賽裡，他們參加了1982年的比賽。在決賽面對首次參賽的中國隊時，他們出賽兩點獲得一勝一負，但最後印尼隊以4－5的些微差距失去冠軍。
在他們的組合拆散後，楊榮美與葉忠明搭配贏得1985年的泰國公開賽。